# Murphy’s Law
A Murphy′s Law egy amerikai punkzenekar. Tagok: Jimmy Gestapo, Raven, Vincent Alva, Ian Meredith, Christian Hoffmeister és Rodney Martino. A zenekar a NYHC (New York Hardcore) mozgalom része, amely a 80-as években alakult ki. 1982-ben alakultak meg New York Cityben. A Murphy′s Law „A Day in the Life” című dala hallható a 2008-as Grand Theft Auto IV videojátékban is a fiktív Liberty City Hardcore nevű rádióadón, amely NYHC punkzenekarok dalait tartalmazza és maga Jimmy Gestapo a házigazdája.

## Diszkográfia
- Bong Blast (1983)
- Murphy's Law (1986)
- Back with a Bong (1989)
- The Best of Times (1991)
- Dedicated (1996)
- The Party's Over (2001)
- The Best (2005)
- Covered (2005)